# Pseudoracelopus philippinensis
Pseudoracelopus philippinensis là một loài rêu trong họ Polytrichaceae. Loài này được Broth. mô tả khoa học đầu tiên năm 1910.